# Zirihkaran
Zirihkaran, Zirihgaran, Zirigaran o Zirikaran fou un antic principat del Caucas que existia sota el rei sassànida Còsroes I (Khusraw Anushirwan) a la meitat del segle vi. Estava situat entre el sud-est del Sarir i el nord de Tabarsaran. Els Zirihgaran que rebien el seu nom de la paraula persa zirih (cuirassa), reputats fabricants d'armes. La religió zoroàstrica va entrar de la mà dels perses i el cristianisme es va difondre a partir del segle iv o V. Al segle vii van arribar els musulmans però l'islam no va progressar. Al principat hi havia membres de les religions zoroàstrica, cristiana i jueva, però la principal religió fou el cristianisme que van mantenir fins al segle xviii quan finalment es va imposar l'islam. Masudi al Muradj els anomena amb el nom de ummal al-zard (fabricants de cuirasses). El principat va existir fins al segle XV quan apareixen els Xamkhalat dels Kazi Kumuk, l'usmiat de Kaytak i el musumat de Tabarsaran; els zirihkaran vivien al punt on els tres dominis es trobaven.
Aquest poble va donar origen als moderns kubačis.